# 1807
1807 (MDCCCVII) a fost un an obișnuit al calendarului gregorian, care a început într-o zi de joi.

## Evenimente

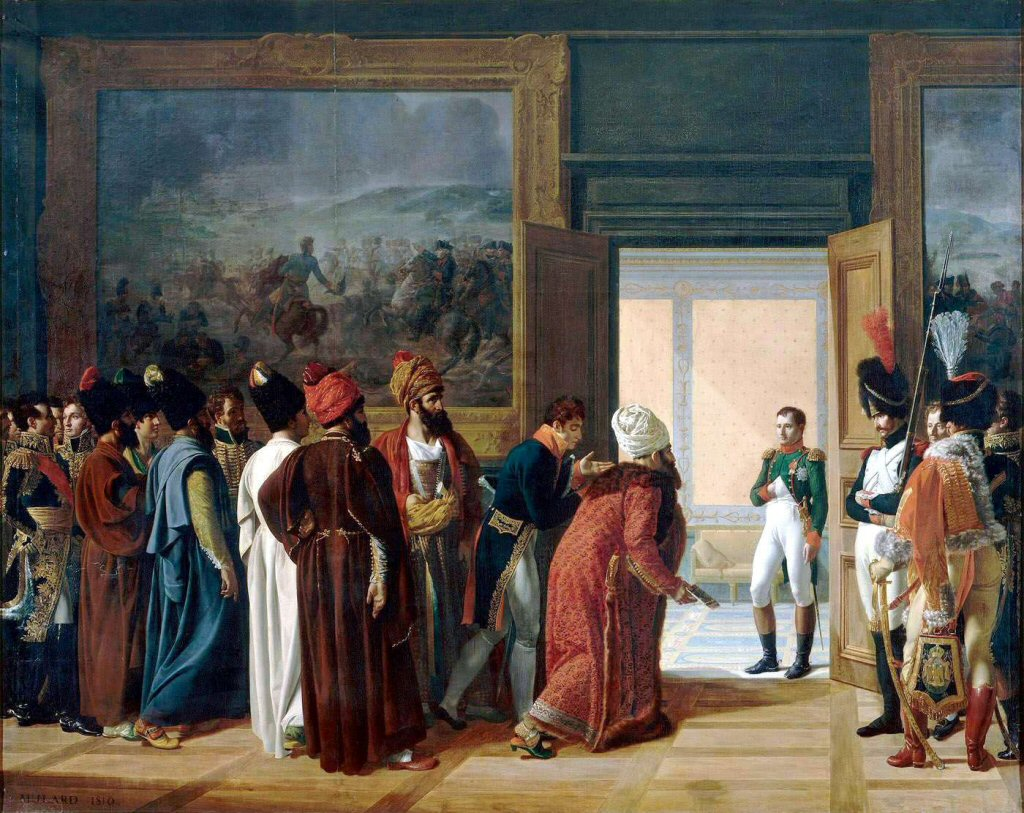
Tratatul de la Finkenstein

### Februarie
- 7 februarie: Bătălia de la Eylau: Imperiul Francez al lui Napoleon începe lupta împotriva forțelor ruse și prusace ale celei de-a patra Coaliții.

### Martie
- 29 martie: H. W. Olbers descoperă asteroidul Vesta.

### Aprilie
- 27 aprilie: Forțele franceze capturează Danzig după șase săptămâni de asediu.

### Iunie
- 14 iunie: Bătălia de la Friedland: Napoleon învinge decisiv armata rusă condusă de Levin August von Bennigsen.

### Iulie
- 7-9 iulie: Pacea de la Tilsit este semnată între Franța, Prusia și Rusia. Napoleon și împăratul rus Alexandru I s-au aliat împotriva britanicilor. Prusacii sunt nevoiți să cedeze mai mult de jumătate din teritoriul lor.
- 13 iulie: Odată cu moartea lui Henry Benedict Stuart, ultimul pretendent Stuart la tronul Marii Britanii, mișcarea iacobită a luat sfârșit.

### Septembrie
- 1 septembrie: Fostul vicepreședinte american Aaron Burr este achitat de acuzația de trădare. El a fost acuzat de complot în vederea anexării unor părți din Louisiana și Mexic care să devină parte a unei republici independente.

### Noiembrie
- 5 noiembrie: Ruperea relațiilor dintre Rusia și Marea Britanie.
- 29 noiembrie: Armata lui Napoleon invadează Portugalia.

### Nedatate
- 1807-1815. Ducatul Varșoviei. Stat polonez independent creat de Napoleon I, pe teritoriul cedat de Prusia, fondat după Tratatul de la Tilsit.
- A fost abolit comerțul cu sclavi în Anglia.

## Arte, știință, literatură și filozofie
- Hegel scrie Phänomenologie des Geistes (Fenomenologia spiritului)
- Robert Fulton este constructorul primei nave acționate de forța aburilor
- Sir Humphry Davy izolează potasiul și sodiul

## Nașteri
- 9 ianuarie: Elena Pavlovna de Württemberg, soția Marelui Duce Mihail Pavlovici al Rusiei (d. 1873)
- 14 ianuarie: Hilario Ascasubi,  poet argentinian (d. 1875)
- 19 ianuarie: Robert E. Lee, general american (d. 1870)
- 27 februarie: Henry Wadsworth Longfellow, poet american (d. 1882)
- 14 martie: Josephine de Leuchtenberg, soția regelui Oscar I al Suediei și Norvegiei (d. 1876)
- 3 aprilie: Jane Digby, aristocrată, curtezană engleză (d. 1881)
- 28 mai: Louis Agassiz, naturalist, geolog și profesor american de origine elvețiană (d. 1873)
- 22 iunie: Prințesa Cecilia a Suediei, Mare Ducesă de Oldenburg (d. 1844)
- 4 iulie: Giuseppe Garibaldi, revoluționar italian (d. 1882)
- 4 august: Constantin Lecca, pictor și profesor de desen român (d. 1887)
- 15 august: Jules Grévy, politician francez, președinte al Franței (d. 1891)
- 26 octombrie: Barbu Catargiu, jurnalist și politician român, prim-ministru al Principatelor Române (d. 1862)
- 16 noiembrie: Jónas Hallgrímsson, scriitor și naturalist islandez (d. 1845)
- 7 decembrie: Feodora de Leiningen, Prințesă de Hohenlohe-Langenburg (d. 1872)

## Decese
- 4 martie: Abraham Baldwin, 52 ani, politician american, unul dintre părinții fondatori ai Statelor Unite ale Americii (n. 1754)
- 10 aprilie: Anna Amalia de Brunswick-Wolfenbüttel, 67 ani (n. 1739)